# Ievgueni Berezkine
Ievgueni Sergueïévitch Berezkine (en russe : Евгений Сергеевич Берёзкин) ou Iawhen Siarheïévitch Biarozkine (en biélorusse : Яўген Сяргеевіч Бярозкін) est un footballeur international biélorusse né le 5 juillet 1996 à Vitebsk. Il évolue au poste de milieu de terrain au FK Liepāja.

## Biographie

### Carrière en club
Natif de Vitebsk, Ievgueni Berezkine effectue sa formation dans cette même ville, intégrant notamment les équipes de jeunes du FK Vitebsk, faisant ses débuts professionnels sous les couleurs de son club-école le FK Vitebsk-2 lors de la saison 2012 en troisième division. Il n'effectue cependant aucune apparition avec l'équipe première et rejoint en 2013 le Naftan Novopolotsk avec qui il dispute son premier match en première division le 9 novembre 2014 contre le BATE Borisov, à l'âge de 18 ans,. Il apparaît de manière régulière au sein de l'équipe première à partir de la saison 2016, qui le voit disputer 28 des 30 rencontres de championnat tandis qu'il inscrit son premier but le 16 mai contre le BATE Borisov.
À l'issue de cette dernière saison, Berezkine quitte finalement le Naftan Novopolotsk et s'engage en faveur du BATE Borisov. Sous les couleurs de cette équipe, il remporte le championnat biélorusse à deux reprises en 2017 et 2018.
Durant l'été 2020, il quitte le BATE ainsi que la Biélorussie pour rallier le club letton du FK Liepāja.

### Carrière internationale
Ievgueni Berezkine est appelé pour la première fois au sein de la sélection biélorusse par Igor Kriouchenko au mois de juin 2017 et connaît sa première sélection le 12 juin dans le cadre d'un match amical contre la Nouvelle-Zélande.

## Statistiques
| Saison                | Club                  | Championnat           | Championnat | Championnat | Coupe(s) nationale(s) | Coupe(s) nationale(s) | Compétition(s) continentale(s) | Compétition(s) continentale(s) | Compétition(s) continentale(s) | Total | Total |
| Saison                | Club                  | Division              | M.          | B.          | M.                    | B.                    | Comp.                          | M.                             | B.                             | M.    | B.    |
| 2012                  | FK Vitebsk-2          | D3                    | 5           | 0           | -                     | -                     | -                              | -                              | -                              | 5     | 0     |
| Sous-total            | Sous-total            | Sous-total            | 5           | 0           | -                     | -                     | -                              | -                              | -                              | 5     | 0     |
| 2013                  | Naftan Novopolotsk    | D1                    | -           | -           | -                     | -                     | -                              | -                              | -                              | 0     | 0     |
| 2014                  | Naftan Novopolotsk    | D1                    | 1           | 0           | -                     | -                     | -                              | -                              | -                              | 1     | 0     |
| 2015                  | Naftan Novopolotsk    | D1                    | 8           | 0           | 4                     | 0                     | -                              | -                              | -                              | 12    | 0     |
| 2016                  | Naftan Novopolotsk    | D1                    | 28          | 2           | 6                     | 0                     | -                              | -                              | -                              | 34    | 2     |
| Sous-total            | Sous-total            | Sous-total            | 37          | 2           | 10                    | 0                     | -                              | -                              | -                              | 47    | 2     |
| 2017                  | BATE Borisov          | D1                    | 23          | 0           | 5                     | 0                     | C1+C3                          | 2+1                            | 0                              | 31    | 0     |
| 2018                  | BATE Borisov          | D1                    | 13          | 2           | 4                     | 0                     | C1+C3                          | 3+1                            | 0                              | 21    | 2     |
| 2019                  | BATE Borisov          | D1                    | 17          | 2           | 5                     | 0                     | C3+C1+C3                       | 2+1+2                          | 0                              | 27    | 2     |
| 2020                  | BATE Borisov          | D1                    | 6           | 0           | -                     | -                     | -                              | -                              | -                              | 6     | 0     |
| Sous-total            | Sous-total            | Sous-total            | 59          | 4           | 14                    | 0                     | -                              | 12                             | 0                              | 85    | 4     |
| 2020                  | FK Liepāja            | D1                    | 8           | 2           | 3                     | 0                     | -                              | -                              | -                              | 11    | 2     |
| Total sur la carrière | Total sur la carrière | Total sur la carrière | 109         | 8           | 27                    | 0                     | -                              | 12                             | 0                              | 148   | 8     |

## Palmarès
BATE Borisov
- Champion de Biélorussie en 2017 et 2018.
- Vainqueur de la Supercoupe de Biélorussie en 2017.